# Шарабан Яків Миколайович
Яків Миколайович Шарабан (? — ?) — радянський діяч, токар Старо-Краматорського машинобудівного заводу імені Орджонікідзе Сталінської (Донецької) області. Депутат Верховної Ради СРСР 3-4-го скликань.

## Життєпис
Член КПРС з 1953 року.
На 1950—1954 роки — токар механоскладального цеху Старо-Краматорського машинобудівного заводу імені Орджонікідзе міста Краматорська Сталінської (Донецької) області.

## Нагороди
- ордени
- медалі